# سندی هوک (ویسکانسین)
سندی هوک (به انگلیسی: Sandy Hook) یک منطقهٔ مسکونی در ایالات متحده آمریکا است که در شهرستان گرنت، ویسکانسین واقع شده‌است. سندی هوک ۳۰۹ نفر جمعیت دارد و ۲۶۷٫۹۲ متر بالاتر از سطح دریا واقع شده‌است.